# محمدرضا علی‌حسینی
محمدرضا علی‌حسینی عباسی (زادهٔ ۱۳۳۵ در نهاوند) نمایندهٔ حوزهٔ انتخابیهٔ نهاوند در دورهٔ ششم مجلس شورای اسلامی بوده‌است. وی پیش‌تر در دورهٔ پنجم نیز عضو این مجلس بود.